# Salvador Bermúdez de Castro
Salvador Bermúdez de Castro (Jerez de la Frontera, 6 agosto 1817 – Roma, 23 marzo 1883) è stato un nobile, poeta e diplomatico spagnolo.
È ricordato per esser stato plenipotenziaro dei Borbone di Spagna presso i Borbone delle Due Sicilie durante il declino e la caduta di questi ultimi nell'ambito dell'unificazione italiana.

## Biografia
Nato in seno ad una nobile famiglia spagnola, Salvador Bermudez De Castro, duca di Ripalta, si dilettò sin dagli inizi dei suoi studi nella poesia e nel 1840 pubblicò una sua raccolta dal titolo Ensayos poéticos. 
In questo scritto si valse di un particolare tipo di strofa, poi in suo nome chiamata "bermudina". Entrò al servizio della corte spagnola ove divenne Gentiluomo di camera dei sovrani. Svolse una carriera diplomatica e fu dal 1855 al 1859 ambasciatore del Ducato di Parma presso il Regno delle Due Sicilie.
Fu plenipotenziario della regina Isabella II di Spagna presso Ferdinando II re delle Due Sicilie e poi presso il figlio  Francesco II. Durante la spedizione dei mille, scortò il re napoletano a Gaeta insieme a quattro navi da guerra spagnole. L'Assedio di Gaeta (1860) si concluse con la vittoria piemontese e l'allontanamento delle navi spagnole, il cui tentativo di approdare nuovamente al porto fu impedito da un blocco navale. Seguì quindi Francesco II nell'esilio presso lo stato pontificio, e sostenne la fallimentare spedizione di Borjes nell'ambito del brigantaggio post-unitario. Isabella II di Spagna abbandonò la linea politica di Bermudez de Castro nel 1865, quando riconobbe il neonato regno d'Italia.